# Leona (torrente)
Il Leona (Leon-a in piemontese) è un torrente del Piemonte, tributario in destra idrografica del Po. Il suo corso viene tradizionalmente considerato dai geologi il limite tra la collina torinese e il Monferrato.

## Percorso

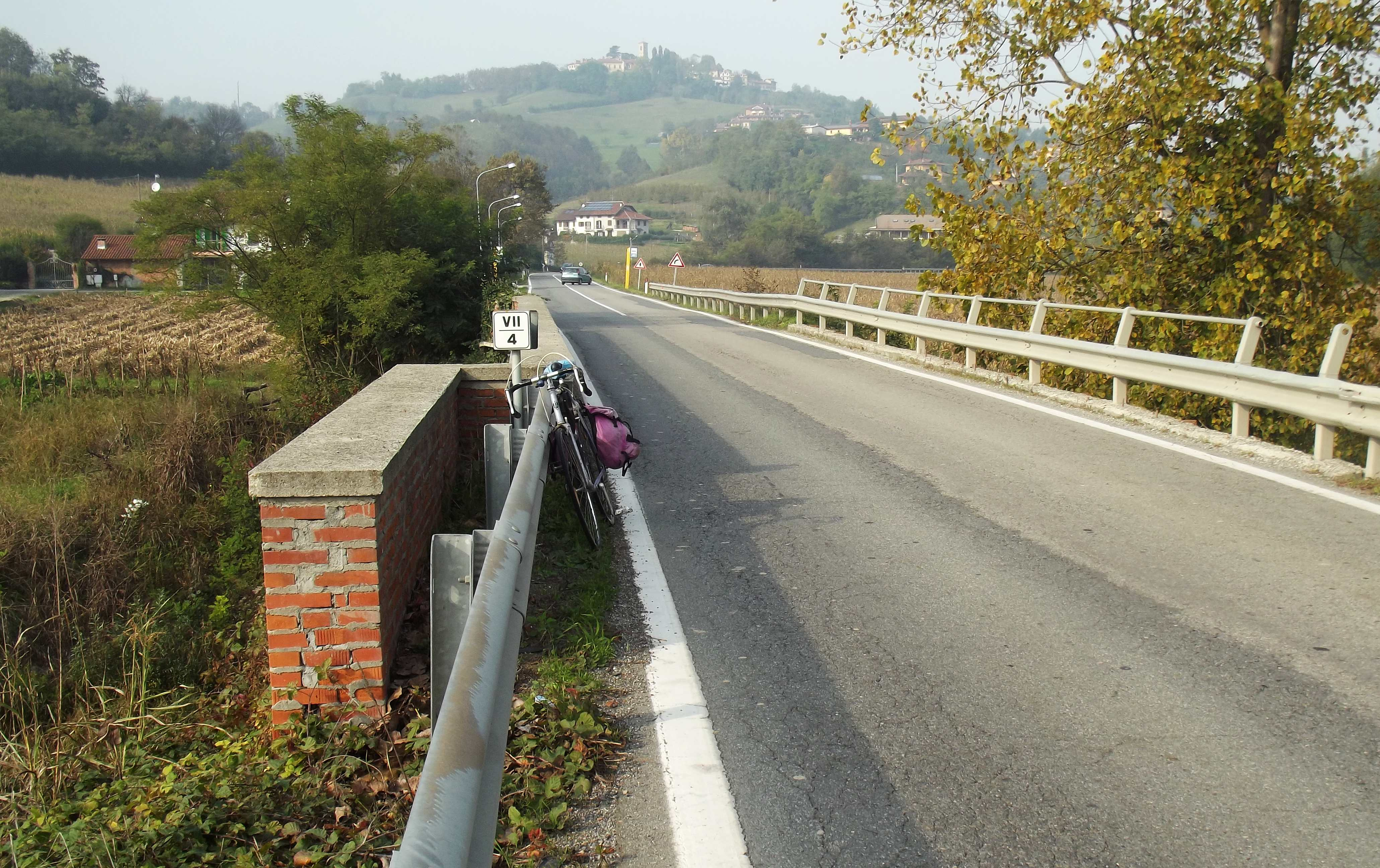
Il ponte sulla ex SS 458

Il torrente nasce e scorre nel complesso collinare al confine tra la provincia di Asti (a sud) e quella di Torino (a nord).
L'asta principale del corso d'acqua ha origine attorno ai 400 metri s.l.m. poco a nord di Berzano di San Pietro e scende all'interno di una stretta valletta collinare. Nei pressi di Casalborgone riceve l'apporto delle acque del rio di Berzano (da sinistra) e del rio Santa Maria (da destra), mentre il solco vallivo si allarga notevolmente. Dopo aver lambito il centro comunale di Casalborgone riceve ancora da sinistra le acque del suo principale affluente, il rio Sant'Antonio (o torrente Losa) e raggiunge il comune di San Sebastiano da Po dove, poco a valle del ponte della ex SS 458, il suo corso devia verso nord-est. Al confine tra San Sebastiano e Lauriano viene scavalcato dalla ferrovia Chivasso-Asti, dalla ex ss 590 e dal canale Gazzelli, e si getta infine nel Po ad una quota di 184 m s.l.m.

## Principali affluenti
Il reticolo idrografico che alimenta il Leona è piuttosto complesso, dato che interessa un'area collinare solcata da valli e vallette con i più diversi orientamenti.

I principali affluenti sono:
- in destra idrografica:
  - rio Santa Maria: assieme ai rii Ussello e Frascarina, dei quali raccoglie le acque, drena l'area sud-orientale del bacino del Leona confluendo in quest'ultimo a Casalborgone;
- in sinistra idrografica:
  - rio Berzano: ha origine nei pressi di Berzano e, con precorso da sud a nord, va a confluire nel Leona dopo aver raccolto da sinistra le acque del rio del Salto,
  - rio Sant'Antonio (lunghezza 6,88 km[1]): un tempo denominato torrente Losa[3], è formato dalla confluenza del rio del Vai con il rio dei Soliti. Drena l'area di Castagneto Po e confluisce nel Leona appena a nord di Casalborgone.

## Idrologia
Corso d'acqua dalla portata modesta e che drena un bacino posto a bassa quota, il torrente Leona ha un regime esclusivamente pluviale.

## Storia
In epoca romana lungo il torrente correva la strada di collegamento tra le città di Industria e di Carreum Potentia (oggi Chieri); tale percorso venne in parte ripreso dalla viabilità che successivamente si sviluppò nella zona, come la ex-SS 458.

Nella notte del 9 luglio 1831 una carrozza con alcuni passeggeri a bordo cadde nel torrente gonfio d'acque causando l'annegamento del vetturino e di quattro delle persone trasportate.

Per gestire le acque del torrente fu costituito il Consorzio idraulico di terza categoria torrente Leona, con sede a San Sebastiano da Po; l'ente venne in seguito sciolto e fu liquidato ai sensi di un decreto del ministero del Tesoro che data 23 dicembre 1994.